# The Black Angel's Death Song
„The Black Angel's Death Song“ je desátá a zároveň předposlední skladba z debutového alba americké experimentálně rockové skupiny The Velvet Underground The Velvet Underground & Nico z roku 1967. Autory písně jsou Lou Reed a John Cale. Svůj název si podle ní zvolila americká hudební skupina The Black Angels. Ta později vydala album Death Song, jehož název rovněž pochází z této písně.
Kapela píseň hrála již při svých prvních placených vystoupeních v prosinci roku 1965. Skladba skupině například dopomohla tomu, aby se zbavila angažmá v newyorském beatnickém klubu Café Bizarre. Majitelka klubu, stejně jako publikum, píseň neměla ráda, a kapele řekla, že pokud ji ještě jednou zahraje, v klubu končí. Členové této šance využili a jejich angažmá opravdu skončilo.
Kapela píseň nahrála v dubnu 1966 v newyorském studiu společnosti Scepter Records nedlouho před jeho demolicí (již tehdy byla z podlahy vytrhána prkna a strženy některé zdi). Tehdy píseň kapela hrála pod názvem „The Black Angel of Death“. Reedův polozpěv je v ní doprovázen Caleovou výraznou violou a méně výraznou kytarou. V momentech, kdy Reed nezpívá, je slyšet Caleovo hlasité syčení.